# 白頭山運載火箭
白頭山運載火箭或称白头山1号运载火箭（韓語：백두산1호，白頭山1號）是朝鮮宇宙空间技术委员会自行研制開發的一次性使用運載航天火箭系統。改装自朝鲜自制的军用大浦洞1号弹道导弹。1998年8月31日首次發射。国际观察机构一般认为是次发射为中远程弹道导弹的测试，火箭上未搭载任何有效载荷。朝鲜中央通讯社则宣称载荷为光明星一号试验通讯卫星，并称该卫星成功围绕地球两圈并播放金正日、金日成将军歌，但日、美等外界学者认为运载火箭未能成功将卫星注入近地轨道，进入外太空飞行约五分钟后便坠回地球，落入朝鲜东海。

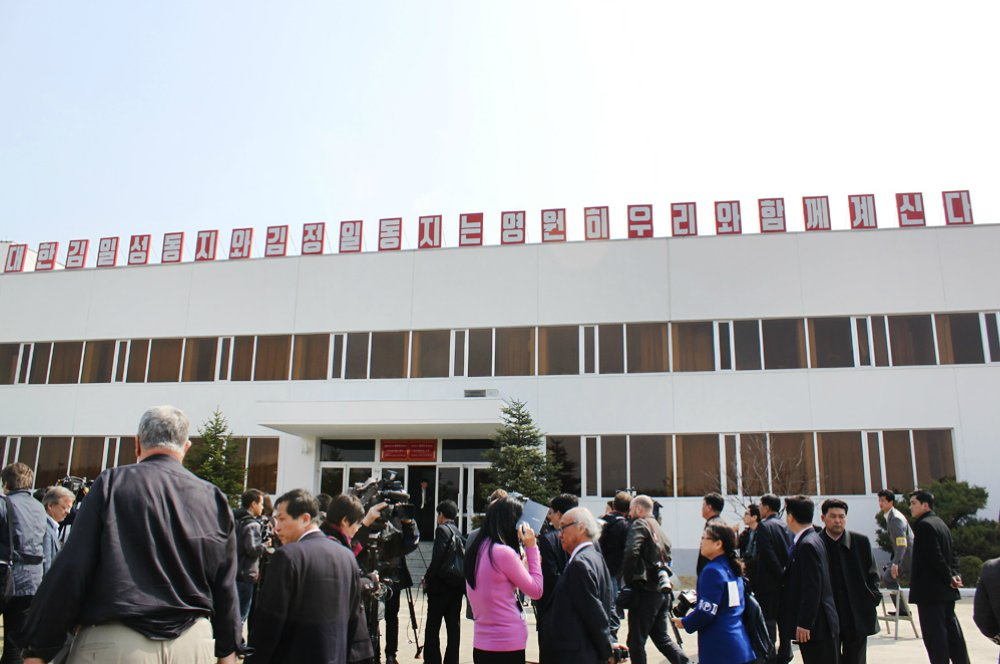
北韓太空指揮中心

## 參阅
- 光明星1號
- 银河系列运载火箭
- 朝鲜宇宙空间技术委员会